# Halle (Pays-Bas)
Pour les articles homonymes, voir Halle.

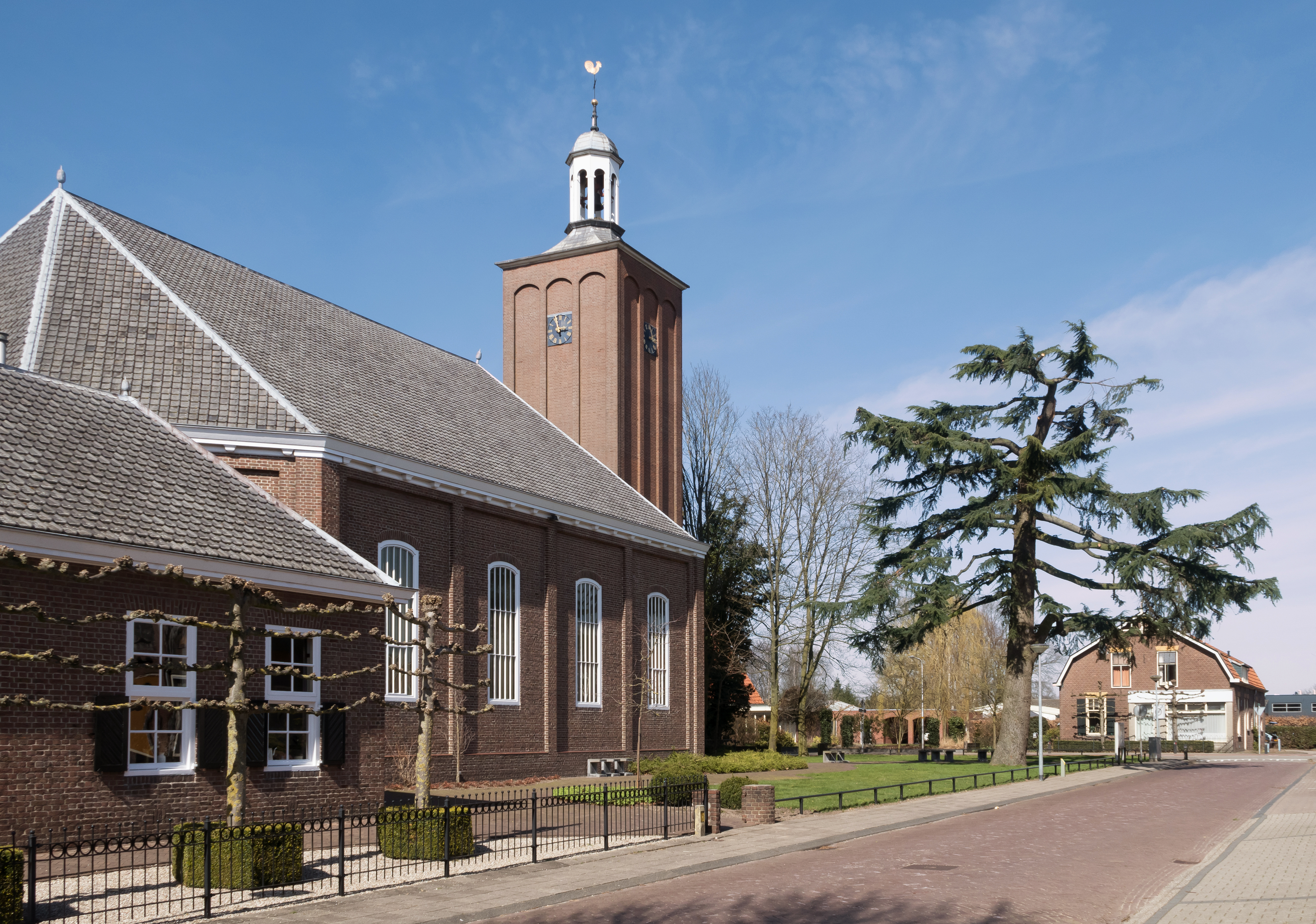
L'église protestante

Halle est un village appartenant à la commune néerlandaise de Bronckhorst. Le village compte environ 1 000 habitants.